# Sonata en si bemoll major per a piano a quatre mans, D 617 (Schubert)
La Sonata en si bemoll major per a piano a quatre mans, D 617, (Op. 30), és la primera de les dues sonates per a dos pianos de Franz Schubert, composta el 1818. L'altra obra és la Sonata "Grand Duo", composta l'any 1824.

## Història
Schubert va escriure aquesta obra l'estiu de 1818 durant la seva estada a Zseliz, a casa dels Esterházy, on probablement feia de tutor de les dues comtesses. Allà va compondre un considerable nombre d'obres per a piano quatre-mans. L'obra va ser publicada el 1823 com a Op. 30 amb una dedicació al comte Ferdinand Palffy d'Erdöd, propietari del Theater an der Wien. Max Harrison pensa que la dedicatòria pot tenir connexió amb el fet que aquell mateix any es van fer representacions de Rosamunde.

## Estructura
L'obra té tres moviments:
1. Allegro moderato
2. Andante con moto
3. Allegretto